# 1695 en littérature
| Années de la littérature : 1692 - 1693 - 1694 - 1695 - 1696 - 1697 - 1698    |
| Décennies de la littérature : 1660 - 1670 - 1680 - 1690 - 1700 - 1710 - 1720 |

Cet article présente les faits marquants de l'année 1695 en littérature.

## Événements
- 3 mai : la censure préalable des publications, instaurée en Angleterre avec le Licensing Act de 1662, est abolie de fait quand il n'est plus renouvelé par la Chambre des communes, ce qui permet la création de nombreux journaux[1].

- Wren Library (en), la bibliothèque de Trinity College à Cambridge, construite sur les plans de Christopher Wren depuis 1676, est achevée[2].

## Parutions
- Boisguilbert publie à Rouen son « Détail de la France », qui préfigure les théories des physiocrates et les conceptions de l'École classique d'économie[3].

- John Locke, The Reasonableness of Christianity : (« le Christianisme raisonnable »), Londres, Awnsham and John Churchil, 1695 (présentation en ligne)
- Charlotte-Rose de Caumont La Force, Histoire secrète des amours de Henri IV, roi de Castille : surnommé l’impuissant, Paris, Simon Bernard, 1695 (présentation en ligne).
- 1695-1697 : Epîtres X, XI et XII de Boileau[4].

## Naissances
- 28 juin : Christiana Mariana von Ziegler, poète et écrivain allemand (morte en 1760)

## Décès
- 13 avril : Jean de La Fontaine, poète et fabuliste français (° 8 juillet 1621).